# 小行星2936
小行星2936（2936 Nechvile）是一颗围绕太阳公转的小行星。1979年9月17日，安東寧·姆爾科斯在克萊季发现了此天体。
該小行星以捷克天文學家文森斯·內赫維萊（Vincence Nechvíle）命名。
这颗小行星的绝对星等为321.6093942017342等。